# Voogdij Urseren
De voogdij Urseren was een bezit van het kanton Uri binnen het Oude Eedgenootschap. Het betreft het gebied van de Urseren, een vallei in het zuiden van Uri.

## Geschiedenis
De oudste vermelding van de naam van het Talschaft is op een oorkonde uit 1234 met de naam Ursaria. Deze naam heeft waarschijnlijk een Romeinse oorsprong en betekent zoiets als Berendal Dat is af te leiden van het oude wapen van het Talschaft. Het wapen toont een veld van sinopel met daarop een beer van sabel met een kruis van zilver op zijn rug. Het kruis staat voor de voormalige horigheid van de Abdij van Disentis.
In de twaalfde eeuw vallen de Walser Urseren binnen. De oorspronkelijke Romaanse bevolking assimileerde zich met de nieuwe bewoners. Vanaf  ongeveer het jaar 800 behoorde het Talschaft tot het bezit van de abdij van Desantis. De bewoners hadden als kolonisten bijzondere rechten en verschillende privileges. Zo mochten ze bijvoorbeeld een eigen bestuurder of Ammann kiezen die van de abt van Disentis recht in zaken van een laag niveau mocht spreken. Zaken die een hoger niveau hadden werden vanaf 1232 door de graven van Repperswill, die de positie van voogd gekregen hadden, afgehandeld. De verhouding tussen de abt en het Talschaft was vaak een gespannen relatie. In 1332 kwam het tot een gevecht op de  Oberalp, dat op een nederlaag voor de abt uitliep.
Na het uitsterven van de graven van Rapperswil kwam de voogdij over Urseren bij het huis Habsburg die het voogdijschap in 1317 bij een lagere adellijke familie uit Uri terecht.  Het kanton Uri had al een aantal maal geprobeerd om het Talschaft urseren met geweld te veroveren en zo de Gotthardpas volledig onder de controle van het kanton kwam om zo het verkeer over de pas  te kunnen beheersen. In 1382 beleende de Duitse koning Wenceslaus de voogdij Urseren met een vrijbrief de rijksvrijheid. Deze vrijheid werd een aantal keer bevestigd. De laatste keer dat dit  gebeurde was in 1566 door keizer Maximiliaan II.
In 1440 ging het Talschaft Urseren met het kanton Uri het eeuwige landrecht aan en werd het onderdeel van het Oude Eedgenootschap. Uri nam als voogd de bescherming tegen buitenlandse machten op zich terwijl Urseren jarenlang van binnenlandse vrijheden genoot. Het landrecht van Uri over Urseren werd steeds tot 1779 opnieuw bevestigd. In 1649 werden de verplichtingen van Urseren ten opzichte van het klooster Disentis afgekocht.
De laatste bijeenkomst van de afgevaardigden van het Talschaft vond op 22 mei 1798 plaats waarna het gebied onderdeel werd van het nieuwe kanton Waldstätten en tijdens de Mediatonsakte van  1803 werd het gebied onderdeel van het kanton Uri. Het Talschaft was tijdens de Coalitieoorlogen zwaar beschadigd en in het gebied moesten tienduizend soldaten gehuisvest worden. De vallei werd beurtelings door Russische, Franse en Oostenrijkse troepen bezet.